# آنویا (رود)
آنویا (به اسپانیایی: Río Noya) یک آب‌گذر در اسپانیا است که در آنیویا واقع شده‌است.